# Raorchestes munnarensis
Raorchestes munnarensis é uma espécie de anfíbio da família Rhacophoridae. A espécie foi proposta em 2004 como "Philautus sp. nov. Munnar", sendo formalmente descrita em 2009 como Philautus munnarensis. A espécie foi recombinada para Pseudophilautus munnarensis em 2009 e para Raorchestes munnarensis em 2010.
É endémica da Índia, onde pode ser encontrada apenas nas proximidades de Munnar e Devikulam no estado de Kerala ao sul dos Gates Ocidentais. Os seus habitats naturais são: florestas secundárias altamente degradadas. Está ameaçada por perda de habitat.